# Lijst van IOC-landcodes
Het Internationaal Olympisch Comité (IOC) gebruikt drieletterige afkortingen voor de deelnemende landen en teams, de NOC-codes. Vermeld zijn de codes voor de huidige 206 Nationale olympische comité's, alsmede die voor de neutrale en gelegenheidteams en de voormalige landen. Deze codes worden ook gebruikt voor weergave van de resultaten met toenmalige afwijkende codes.
Veel van de door het IOC gebruikte codes wijken af van de ISO 3166-1. Deze afkortingen worden ook gebruikt door onder andere de organisatie van de Paralympische Spelen, de wereldatletiekbond World Athletics, de wereldzwembond FINA en de organisatie van de Gemenebestspelen. Bijvoorbeeld de FIFA hanteert voor meer dan 20 landen een andere afkorting (al dan niet analoog aan de ISO-afkorting).

## Geschiedenis
Op de Winterspelen van 1956 (Cortina d'Ampezzo) en de Zomerspelen van 1960 (Rome) werden voor het eerst drielettercodes gebruikt in de officiële rapporten voor de deelnemende landen. In deze rapporten werd nog veelal de Italiaanse variant gebruikt (bijvoorbeeld GIA voor Japan, afgeleid van Giappone, etcetera). Voor de opvolgende Spelen werd doorgaans de code ook afgeleid van de landsnaam in de eigen taal, bijvoorbeeld Spaans voor Mexico 1968.
Voor aanvang van de Winterspelen in 1972 waren de afkortingen inmiddels gestandaardiseerd door het IOC en hoofdzakelijk afgeleid van de Engelse of Franse landsnaam, al vonden er nadien nog vele wijzigingen plaats. Bijvoorbeeld NED in plaats van HOL voor Nederland vanaf 1992, TPE (Chinees Tapei) voor ROC (Republic of China (Taiwan)), in 1979 aangepast na herintreding van de Volksrepubliek China in de olympische beweging.

## Huidige landen
| Code | Land/NOC                       | voormalige gebruikte codes |
| ---- | ------------------------------ | --- |
| AFG  | Afghanistan                    | in 1964 AGR, in 1968 AGL (van Spaans Argelia)                                                                                                   |
| ALB  | Albanië                        | |
| ALG  | Algerije                       | |
| AND  | Andorra                        | |
| ANG  | Angola                         | |
| ANT  | Antigua en Barbuda             | |
| ARG  | Argentinië                     | |
| ARM  | Armenië                        | |
| ARU  | Aruba                          | |
| ASA  | Amerikaans-Samoa               | |
| AUS  | Australië                      | |
| AUT  | Oostenrijk                     | (van Frans Autriche) |
| AZE  | Azerbeidzjan                   | |
| BAH  | Bahama's                       | |
| BAN  | Bangladesh                     | |
| BAR  | Barbados                       | in 1964 BAD |
| BDI  | Burundi                        | |
| BEL  | België                         | |
| BEN  | Benin                          | in 1964 DAY, van 1968-1976 DAH (van Dahomey) |
| BER  | Bermuda                        | |
| BHU  | Bhutan                         | |
| BIH  | Bosnië en Herzegovina          | ZS in 1992 BSH |
| BIZ  | Belize                         | van 1968-1972 HBR (van Frans Honduras britannique)                                                                                              |
| BLR  | Wit-Rusland                    | |
| BOL  | Bolivia                        | |
| BOT  | Botswana                       | |
| BRA  | Brazilië                       | |
| BRN  | Bahrein                        | |
| BRU  | Brunei                         | |
| BUL  | Bulgarije                      | |
| BUR  | Burkina Faso                   | van 1972-1984 VOL (van Opper-Volta) |
| CAF  | Centraal-Afrikaanse Republiek  | in 1968 AFC |
| CAM  | Cambodja                       | in 1964 CAB, van 1972-1976 KHM (van Khmerrepubliek)                                                                                             |
| CAN  | Canada                         | |
| CAY  | Kaaimaneilanden                | |
| CGO  | Congo-Brazzaville              | in 1964 COB |
| CHA  | Tsjaad                         | in 1964 CHD |
| CHI  | Chili                          | WS 1956 + ZS 1960 CIL (van Italiaans Cile) |
| CHN  | China                          | in 1952 PRC (van Engels People's Republic of China)                                                                                             |
| CIV  | Ivoorkust                      | (van Frans Côte d'Ivoire) in 1964 IVC, in 1968 CML (van Spaans Costa de Marfil)                                                                 |
| CMR  | Kameroen                       | |
| COD  | Congo-Kinshasa                 | in 1968 COK (van Congo-Kinshasa) van 1972-1996 ZAI (van Zaïre)                                                                                  |
| COK  | Cookeilanden                   | |
| COL  | Colombia                       | |
| COM  | Comoren                        | |
| CPV  | Kaapverdië                     | |
| CRC  | Costa Rica                     | in 1964 COS, WS 1984 CTC |
| CRO  | Kroatië                        | |
| CUB  | Cuba                           | |
| CYP  | Cyprus                         | |
| CZE  | Tsjechië                       | |
| DEN  | Denemarken                     | ZS 1960 DAN (van Italiaans Danimarca) WS 1968 DIN (van Spaans Dinamarca)                                                                        |
| DJI  | Djibouti                       | |
| DMA  | Dominica                       | |
| DOM  | Dominicaanse Republiek         | |
| ECU  | Ecuador                        | |
| EGY  | Egypte                         | in 1960 RAU (van Italiaans Repubblica Araba Unita) in 1964 UAR (van Engels United Arab Republic) in 1968 RAU (van Spaans República Árabe Unida) |
| ERI  | Eritrea                        | |
| ESA  | El Salvador                    | |
| ESP  | Spanje                         | van 1956-1964 + WS 1968 SPA |
| EST  | Estland                        | |
| ETH  | Ethiopië                       | in 1960 + 1968 ETI |
| FIJ  | Fiji                           | in 1960 FIG (van Italiaans Figi) |
| FIN  | Finland                        | |
| FRA  | Frankrijk                      | |
| FSM  | Micronesië                     | |
| GAB  | Gabon                          | |
| GAM  | Gambia                         | |
| GBR  | Groot-Brittannië               | WS 1956-1960 GRB, in 1964 GBI |
| GBS  | Guinee-Bissau                  | |
| GEO  | Georgië                        | |
| GEQ  | Equatoriaal-Guinea             | |
| GER  | Duitsland                      | |
| GHA  | Ghana                          | in 1952 GCO |
| GRE  | Griekenland                    | |
| GRN  | Grenada                        | |
| GUA  | Guatemala                      | in 1964 GUT |
| GUI  | Guinee                         | |
| GUM  | Guam                           | |
| GUY  | Guyana                         | van 1948-1964 GUI, uitgezonderd ZS 1960 GUA (van Brits-Guiana)                                                                                  |
| HAI  | Haïti                          | |
| HKG  | Hongkong                       | van 1960-1968 HOK |
| HON  | Honduras                       | |
| HUN  | Hongarije                      | WS 1956 + ZS 1960 UNG (van Italiaans Ungheria)                                                                                                  |
| INA  | Indonesië                      | in 1952 IHO (van Nederlands-Indië), in 1960 INS                                                                                                 |
| IND  | India                          | tot 1936 als Brits-Indië |
| IRI  | Iran                           | (van Engels Islamic Republic of Iran) van 1956-1988 IRN, uitgezonderd WS 1968 IRA                                                               |
| IRL  | Ierland                        | (van Frans Irlande) |
| IRQ  | Irak                           | in 1960 + 1968 IRK |
| ISL  | IJsland                        | WS 1960 + ZS 1064 ICE |
| ISR  | Israël                         | |
| ISV  | Amerikaanse Maagdeneilanden    | (van Frans Îles Vierges (des États-Unis)) |
| ITA  | Italië                         | |
| IVB  | Britse Maagdeneilanden         | (van Frans Îles Vierges britanniques) |
| JAM  | Jamaica                        | |
| JOR  | Jordanië                       | |
| JPN  | Japan                          | WS 1956 + ZS 1960 GIA (van Italiaans Giappone) WS 1960 JAP                                                                                      |
| KAZ  | Kazachstan                     | |
| KEN  | Kenia                          | |
| KGZ  | Kirgizië                       | |
| KIR  | Kiribati                       | |
| KOR  | Zuid-Korea                     | WS 1956, ZS 1960, ZS 1968 + ZS 1972 COR COR werd ook gebruikt op de WS 2018 voor het gezamenlijke vrouwen ijshockeyteam                         |
| KOS  | Kosovo                         | |
| KSA  | Saoedi-Arabië                  | (van Engels Kingdom of Saudi Arabia) van 1968-1976 ARS (van Frans Arabie saoudite); van 1980-1984 SAU                                           |
| KUW  | Koeweit                        | |
| LAO  | Laos                           | |
| LAT  | Letland                        | |
| LBA  | Libië                          | in 1964 LYA, WS 1968 LBY |
| LBN  | Libanon                        | WS 1960 + ZS 1964 LEB; van 1964-2016 LIB |
| LBR  | Liberia                        | |
| LCA  | Saint Lucia                    | |
| LES  | Lesotho                        | |
| LIE  | Liechtenstein                  | WS 1956, ZS 1964 + WS 1968 LIC |
| LTU  | Litouwen                       | WS 1992 LIT |
| LUX  | Luxemburg                      | |
| MAD  | Madagaskar                     | in 1964 MAG |
| MAR  | Marokko                        | in 1964 MRC |
| MAS  | Maleisië                       | van 1964-1988 MAL |
| MAW  | Malawi                         | |
| MDA  | Moldavië                       | in 1994 MLD |
| MDV  | Malediven                      | |
| MEX  | Mexico                         | |
| MGL  | Mongolië                       | WS 1968 MON |
| MHL  | Marshalleilanden               | |
| MKD  | Noord-Macedonië                | |
| MLI  | Mali                           | |
| MLT  | Malta                          | van 1960-1964 MAT |
| MNE  | Montenegro                     | |
| MON  | Monaco                         | |
| MOZ  | Mozambique                     | |
| MRI  | Mauritius                      | |
| MTN  | Mauritanië                     | |
| MYA  | Myanmar                        | van 1948-1988 BIR (van Frans Birmanie), uitgezonderd 1964 BUR                                                                                   |
| NAM  | Namibië                        | |
| NCA  | Nicaragua                      | in 1964 NCG, in 1968 NIC |
| NED  | Nederland                      | WS 1956 OLA (van Italiaans Olanda), WS 1960 NET, WS 1960 PBA (van Italiaans Paesi Bassi), ZS 1964 NLD, van 1968-1988 HOL (Holland)              |
| NEP  | Nepal                          | |
| NGR  | Nigeria                        | ZS 1960 NIG, in 1964 NGA |
| NIG  | Niger                          | in 1964 NGR |
| NOR  | Noorwegen                      | |
| NRU  | Nauru                          | |
| NZL  | Nieuw-Zeeland                  | in 1960 + WS 1968 NZE |
| OMA  | Oman                           | |
| PAK  | Pakistan                       | |
| PAN  | Panama                         | |
| PAR  | Paraguay                       | |
| PER  | Peru                           | |
| PHI  | Filipijnen                     | in 1960 + 1968 FIL (van Italiaans/Spaans Filippine)                                                                                             |
| PLE  | Palestina                      | |
| PLW  | Palau                          | |
| PNG  | Papoea-Nieuw-Guinea            | van 1976-1980 NGY, van 1984-188 NGU |
| POL  | Polen                          | |
| POR  | Portugal                       | |
| PRK  | Noord-Korea                    | (van Engels People's Republic of Korea) ZS 1964 + WS 1968 NKO, 1968 CDN (van Spaans Corea del Norte)                                            |
| PUR  | Puerto Rico                    | in 1960 PRI, in 1968 PRO |
| QAT  | Qatar                          | |
| ROU  | Roemenië                       | (van Frans Roumanie); van 1956-2006 ROM, uitgezonderd 1964-1968 RUM (van Rumania)                                                               |
| RSA  | Zuid-Afrika                    | (van Engels Republic of South Africa); van 1960-1972 SAF                                                                                        |
| RUS  | Rusland                        | |
| RWA  | Rwanda                         | |
| SAM  | Samoa                          | 1984-1996 WSM (van West-Samoa) |
| SEN  | Senegal                        | in 1964 SGL |
| SEY  | Seychellen                     | |
| SGP  | Singapore                      | tot 2016 SIN |
| SKN  | Saint Kitts en Nevis           | |
| SLE  | Sierra Leone                   | in 1968 SLA |
| SLO  | Slovenië                       | |
| SMR  | San Marino                     | van 1960-1964 SMA |
| SOL  | Salomonseilanden               | |
| SOM  | Somalië                        | |
| SRB  | Servië                         | |
| SRI  | Sri Lanka                      | van 1948-1972 CEY (van Ceylon), uitgezonderd ZS 1968 CEI (van Spaans Ceilán)                                                                    |
| SSD  | Zuid-Soedan                    | |
| STP  | Sao Tomé en Principe           | |
| SUD  | Soedan                         | |
| SUI  | Zwitserland                    | (van Frans Suisse), WZ 1956 + ZS 1960 SVI (van Italiaans Svizzera) WS 1960 + ZS 1964 SWI                                                        |
| SUR  | Suriname                       | |
| SVK  | Slowakije                      | |
| SWE  | Zweden                         | WS 1956 + ZS 1960 SVE (van Italiaans Svezia) ZS 1968 SUE (van Spaans Suecia)                                                                    |
| SWZ  | Swaziland                      | (van Swaziland, oude naam van Eswatini) |
| SYR  | Syrië                          | in 1968 SIR (van Spaans Siria) |
| TAN  | Tanzania                       | |
| TGA  | Tonga                          | in 1984 TON |
| THA  | Thailand                       | |
| TJK  | Tadzjikistan                   | |
| TKM  | Turkmenistan                   | |
| TLS  | Oost-Timor                     | (van Timor-Leste) |
| TOG  | Togo                           | |
| TPE  | Chinees Taipei                 | (van Chinees Taipei) van 1956-1960 RCF (Republic of China, Formosa), van 1964-1968 TWN (Taiwan), 1972-1976 ROC (Republic of China)              |
| TTO  | Trinidad en Tobago             | van 1964-1968 TRT, van 1972-2012 TRI |
| TUN  | Tunesië                        | |
| TUR  | Turkije                        | |
| TUV  | Tuvalu                         | |
| UAE  | Verenigde Arabische Emiraten   | |
| UGA  | Oeganda                        | |
| UKR  | Oekraïne                       | |
| URU  | Uruguay                        | in 1968 URG |
| USA  | Verenigde Staten               | ZS 1960 SUA (van Italiaans Stati Uniti d'America), ZS 1968 EUA (van Spaans Estados Unidos de América)                                           |
| UZB  | Oezbekistan                    | |
| VAN  | Vanuatu                        | |
| VEN  | Venezuela                      | |
| VIE  | Vietnam                        | in 1964 VET, van 1968-1976 VNM (feitelijk Zuid-Vietnam)                                                                                         |
| VIN  | Saint Vincent en de Grenadines | |
| YEM  | Jemen                          | |
| ZAM  | Zambia                         | in 1964 NRH (van Noord-Rhodesië) |
| ZIM  | Zimbabwe                       | van 1960-1972 RHO (van Rhodesië) |

## Neutrale- en gelegenheidteams
N.B. Betreft huidige en voormalige teams.
| Code | NOC                                  | extra info |
| ---- | ------------------------------------ | --- |
| AIN  | Individuele Olympische atleten       | (van Frans Athlètes Individuels Neutres])                                                                                        |
| EOR  | Olympisch vluchtelingenteam          | (van Frans Équipe olympique des réfugiés), ZS 2016 (ROT) + ZS 2020 + ZS 2024                                                     |
| IOA  | Onafhankelijke olympische atleten    | ZS 2000 + ZS 2012 + ZS 2016 |
| IOP  | Onafhankelijk olympisch deelnemer    | ZS 1992 (Joegoslavische deelnemers)                                                                                              |
| OAR  | Olympische Atleten uit Rusland       | WS 2018 |
| ROC  | Russische ploeg                      | ZS 2020 + WS 2022 |
| ZZX  | Gemengd team op de Olympische Spelen | (Mixed Team: team met sporters uit meerdere landen), ZS 1896-1904                                                                |
|      |                                      | |
| ANZ  | Australazië                          | |
| COR  | Korea                                | gebruikt op de WS 2018 voor het gezamenlijke vrouwen ijshockeyteam van Noord- en Zuid-Korea, eerder ook voor Zuid-Korea (nu KOR) |
| EUA  | Duits eenheidsteam                   | (van Frans Équipe unifiée d'Allemagne)                                                                                           |
| EUN  | Gezamenlijk team                     | (van Frans Équipe unifiée / Spaans Equipo Unificado), ZS 1992                                                                    |

## Voormalige landen
| Code | Land/NOC                 | voormalige gebruikte codes                                                              |
| ---- | ------------------------ | --------------------------------------------------------------------------------------- |
| AHO  | Nederlandse Antillen     | in 1960 ATO, in 1964 NAN                                                                |
| BOH  | Bohemen                  |                                                                                         |
| BOR  | Noord-Borneo             |                                                                                         |
| BWI  | West-Indische Federatie  | in 1960 + 1968 ANT, in 1964 WID                                                         |
| FRG  | Bondsrepubliek Duitsland | WS 1968 ALL (van Frans Allemagne), ZS 1968 ALE (van Spaans Alemania), van 1972-1976 GER |
| GDR  | DDR                      | in 1968 ADE (van Spaans Alemania Democrática)                                           |
| MAL  | Malakka                  |                                                                                         |
| SAA  | Saarland                 |                                                                                         |
| SCG  | Servië en Montenegro     |                                                                                         |
| TCH  | Tsjecho-Slowakije        | WS 1956 CSL, WS 1960 CZE, ZS 1960 CZS, ZS 1968 CHE                                      |
| URS  | Sovjet-Unie              | (van Frans Union des républiques socialistes soviétiques (URSS)), WS 1968 SOV           |
| YAR  | Noord-Jemen              |                                                                                         |
| YMD  | Zuid-Jemen               |                                                                                         |
| YUG  | Joegoslavië              |                                                                                         |